# Mycetophila magallanica
Mycetophila magallanica är en tvåvingeart som beskrevs av Duret 1977. Mycetophila magallanica ingår i släktet Mycetophila och familjen svampmyggor. Inga underarter finns listade i Catalogue of Life.